# Општина Игиу (Алба)
Игиу (рум. Ighiu) општина је у Румунији у округу Алба.
Oпштина се налази на надморској висини од 283 m.